# Landschaftsschutzgebiet Stränger Bach
Das Landschaftsschutzgebiet Stränger Bach mit etwa 23 ha Flächengröße liegt im Stadtgebiet von Lemgo. Es wurde 2009 mit dem Landschaftsplan Lemgo durch den Kreistag des Kreises Lippe als Landschaftsschutzgebiet (LSG) ausgewiesen.

## Beschreibung
Das LSG umfasst den etwa 2 km langen naturnahen Stränger Bach, ein Zulauf der Ilse, von Quelle bis zur Ortslage Bredaerbruch. Drei Quellbereiche und ein aus dem Bredaerbruch kommender namenloser Zulaufbach gehören zum LSG. Der Stränger Bach verläuft zunächst am Rande des Mönkeholzes, einem naturnahen Waldbereich. Anschließend fließt der Stränger Bach durch intensiv als Acker genutzte Flächen. Der Bach verläuft der Bach am Rande eines naturnahen, vielfältig strukturierten Laubwaldes. Im östlichen Bereich liegen von unterschiedlich breite Grünlandflächen am Stränger Bach und einem namenlosen Nebengewässer. Auf den Böschungskanten stocken hier landschaftsprägende Hecken. Im LSG steht hier das Naturdenkmal ND 2.3-1. Am namenlosen Nebenbach stockt ein Erlen-Auwald. Im unteren Bach-Abschnitt stocken Erlen, Eschen, Silberweiden und Stieleichen.

## Schutzzwecke für das LSG
Laut Landschaftsplan erfolgte die Ausweisung des LSG
- „zur Erhaltung und Wiederherstellung der Leistungsfähigkeit des Naturhaushaltes in ökologisch besonders wertvoll strukturierten Bereichen mit Wasser-, Klima- und Biotopschutzfunktionen,“
- „zur Erhaltung und Wiederherstellung von Quellbereichen und naturnahen Fließgewässern, Wald- und Grünlandbereichen unterschiedlicher Feuchtestufen, Feldgehölzen, Hecken und Obstwiesen,“
- „zur Erhaltung morphologisch ausgeprägter Bereiche zur Sicherung der landschaftlichen Eigenart und Vielfalt für die Erholung,“
- „zur Erhaltung wertvoller Biotopkomplexe aus Wald-Grünlandbereichen, Fließgewässern und Quellen sowie Biotopen nach § 62 LG mit wichtigen Refugial-, Puffer-, Trittstein- und Vernetzungsfunktionen,“
- „zur Erhaltung und Wiederherstellung wichtiger Rückzugsräume für die bedrohte Tier- und Pflanzenwelt,“
- „zur Sicherung der das Orts- und Landschaftsbild gliedernden und belebenden und die dörflichen Siedlungsstrukturen prägenden Freiraumelemente.“[1]

## Rechtliche Vorschriften
Im Landschaftsschutzgebiet ist unter anderem das Errichten von Bauten und Fischteichen verboten. Grün- und Brachland darf nicht in eine andere Nutzungsart umgewandelt oder umgebrochen werden.